# Héctor Alterio
Hector Benjamín Alterio Onorato, conegut com a Héctor Alterio, (Buenos Aires, 21 de setembre de 1929) és un actor argentí partícip en teatre, pel·lícules i sèries de televisió.

## Biografia
En finalitzar els seus estudis d'art dramàtic, crea la companyia Nuevo Teatro, que li suposa ser un renovador de l'escena argentina de la dècada dels 60. El seu debut en els escenaris es va produir molt abans, el 1948, quan va protagonitzar Prohibido suicidarse en primavera, una obra escrita en 1937 per Alejandro Casona.
L'any 1950 va fundar la companyia Nuevo Teatro, la qual va tenir a ple rendiment fins a 1968, però es va fer famós sobretot pels seus treballs en el cinema que van començar el 1965 amb Todo sol es amargo, d'Alfredo Mathé. En els següents anys Alterio va intervenir en algunes de les millors pel·lícules de la llavors nova generació de cineastes argentins. Ha fet col·laboracions amb Fernando Ayala en Argentino hasta la muerte (1970), Juan José Jusid en La fidelidad (1970), Héctor Olivera en La venjança de Beto Sánchez (1972) i La Patagonia rebelde (1974), Oso de Plata a Berlín. I el més destacat d'ells, Leopoldo Torre Nilsson en El sant de l'espasa (1969), La maffia (1971) i Los siete locos (1972).
En 1975, mentre es trobava a Espanya, va ser amenaçat de mort per la Triple A, per la qual cosa decideix no retornar al seu país.
Des de 1975, Alterio també ha tingut participació en moltes produccions espanyoles, deixant memorables creacions en "A un déu desconegut" (1977) de Jaime Chávarri, amb la qual va obtenir el premi al millor actor en el Festival de Cinema de Sant Sebastià; El crimen de Cuenca (1979) de Pilar Miró; El nido (1980) de Jaime de Armiñán, pel·lícula nominada a l'Oscar i premi al millor actor de l'Associació de Cronistes de Nova York; o Don Juan en los infiernos (1991) i El detective y la muerte (1994), ambdues pel·lícules de Gonzalo Suárez.
No obstant això, no va deixar de participar en nombroses pel·lícules del seu país de naixença. Curiosament, ell va ser un dels protagonistes principals en les quatre pel·lícules d'aquest país que van arribar a ser candidates en la instància final de l'Oscar a la millor pel·lícula de parla no anglesa, i fins i tot una d'elles ho va guanyar. Aquestes pel·lícules van ser: La tregua (1974), Camila (1984), La historia oficial (1985) (que va guanyar el premi) i El hijo de la novia (2001).
Els seus fills, Ernesto Alterio i Malena Alterio, també són actors.
En Vientos de agua, una sèrie de televisió hispano-argentina de 13 episodis que narra el fenomen de la immigració a través de l'exili d'un espanyol cap a l'Argentina fugint de problemes polítics i la tornada del seu fill en 2001 a causa de la crisi econòmica d'aquest país, van actuar tant ell com el seu fill (en realitat ambdós feien el mateix paper, només que l'Héctor va realitzar les escenes que el protagonista apareixia de vell i Ernesto les de jove, raó per la qual no es van creuar mai en el desenvolupament de la sèrie).
El 2003 va rebre el Goya d'Honor.

## Filmografia
| - Don segundo sombra (1969) - El santo de la espada (1970) - Argentino hasta la muerte (1971) - La Maffia (1972) - Los siete locos (1973) - La tregua (1974) (Argentina, candidata a l'Oscar a la millor pel·lícula de parla no anglesa.) - La patagonia rebelde (1974) - Quebracho de Ricardo Wullicher (1974) - Cría cuervos (1975) - Pascual Duarte (1976) - Asignatura pendiente (1977) - A un dios desconocido (1977) - Las palabras de Max (1977) - La guerra de papá (1977) - Las truchas (1978) - ¿Qué hace una chica como tú en un sitio como éste? (1978) - Tiempos de constitución (1978) - Arriba Hazaña (1978) - Marian (1979) - Memorias de Leticia Valle (1979) - Serenata a la luz de la Luna (1979) - Tres en... (1979) - El crimen de Cuenca (1980) - El nido (1980) (Española, candidata a l'Oscar a la millor pel·lícula de parla no anglesa.) - Tiro al aire (1980) - Kargus (1981) - Los viernes de da eternidad (1981) - Tac-Tac (1981) - Il quartetto Basileus (1982) - Asesinato en el Comité Central (1982) - Corazón de papel (1982) - Antonieta (1982) - Volver (1982) - La mujer del juez (1983) - El señor Galíndez (1984) - De Grens (1984) - Camila (1984) (Argentina, candidata a l'Oscar a la millor pel·lícula de parla no anglesa.) - Los chicos de la guerra (1984) - Adiós, Roberto (1985) - La historia oficial de Luis Puenzo (1985) (Argentina, guanyadora de l'Oscar a la millor pel·lícula de parla no anglesa.) - Flesh + Blood (1985) | - Manuel y Clemente (1986) - Puzzle (1986) - Contar hasta diez (1986) - A la pálida luz de la Luna (1986) - El hombre de la deuda externa (1987) - Barbablu Barbablu (1987) - Sofía (1987) - Mi General (1987) - El verano del potro (1989) - Yo, la peor de todas (1990) - Gentile Alouette (1990) - Don Juan en los infiernos (1991) - Tango feroz: la leyenda de Tanguito (1993) - El detectiu y la muerte (1994) - La Regenta (sèrie de TV) (1995) - Caballos Salvajes (1995) - Cenizas del paraíso (1997) - Memorias del Ángel Caído (1997) - Pequeños milagros (1998) - Un dulce olor a muerte (1999) - Suenas en la mitad del mundo-cuentos ecuatorianos (1999) - La mujer más fea del mundo (1999) - Las huellas borradas (1999) - Plata Quemada (2000) - Los libros y la noche (2000) - Esperando al mesías (2000) - Vidas privadas (2001) - Nobel (2001) - El hijo de la novia (2001) (Argentina, candidata a l'Oscar a la millor pel·lícula de parla no anglesa.) - Kamchatka (2002) - El último tren (Corazón de fuego) (2002) - Apasionados (2002) - Cleopatra (2003) - Utopia (2003) - Semen, una historia d'amor (2005) - Vientos d'agua (miniserie de TV del 2006) - Un poco de chocolate (2008) - Amanecer de un sueño (2009) - Intrusos (2011) - Fermín (2014) - Kamikaze (2014) - Due uomini, quattro donne e una mucca depressa (2015) |

## Premis
- Cóndor de Plata al millor actor de repartiment el 1973
- Concha de Plata al millor actor el 1977
- Goya d'Honor l'any 2003

## Nominacions
- Premis Martín Fierro el 2006 - Millor actor protagonista d'unitari i/o miniserie